# بیل متلر
بیل متلر (به انگلیسی: Bill Mettler) (زادهٔ ۱۵ اکتبر ۱۹۴۶) شناگر اهل ایالات متحده آمریکا است.